# Clubiona unanoa
Clubiona unanoa là một loài nhện trong họ Clubionidae.
Loài này thuộc chi Clubiona. Clubiona unanoa được Alberto Barrion & James A. Litsinger miêu tả năm 1995.